# Alfred Newman
Alfred Newman (n. 17 martie 1901 - d. 17 februarie 1970) a fost un celebru compozitor de muzică de film. Într-o carieră de 40 de ani în industria filmului, Newman a primit 45 de nominalizări la premiile Oscar (record în istoria muzicii de film, devansat în 2012 când John Williams a acumulat două nominalizări, ajungând la cota 47), din care a câștigat nouă (fiind astfel pe locul 2 în topul persoanelor cu cele mai multe premii Oscar câștigate, după Walt Disney). Între 1938 și 1957 a fost nominalizat în fiecare an, lucru unic în istoria muzicii de film. Ca director al departamentului de muzică al studioului 20th Century Fox a fost responsabil în lansarea carierei altor compozitori ca John Williams, David Raksin, Bernard Herrmann și Jerry Goldsmith.

## Biografie
Alfred Newman s-a născut în New Haven, Connecticut pe 17 martie, 1900, fiind primul din cei zece copii. Mama sa a fost ceea care l-a încurajat să își formeze un interes în muzică. Când tânărul Alfred a împlinit șase ani, mama sa și-a dat seama că are nevoie de lecții în particular, dar situația financiară a familiei nefiind foarte bună, a convins un vecin, un zugrav care a studiat puțin muzica în Rusia înainte să vină în America, să îi dea fiului ei o dată pe săptămână lecții de pian la tariful de 25 de cenți ședința. Apoi, printr-o altă cunoștință, a aranjat ca o femeie în vârstă care locuia la distanță destul de mare de casă și deținea un pian, să îi permită lui Alfred o oră și jumătate de exercițiu pe zi după ce ieșea de la școală. Deoarece situația financiară a familiei era deja precară, mama și Alfred băteau în fiecare zi pe jos distanța de zece mile până la femeie și înapoi.
Când a împlinit zece ani, mama sa l-a trimis la lecții mai avansate în New York. Deoarece familiei îi era imposibil să se mute în New York, Alfred făcea drumul de la New Haven până la New York de două ori pe săptămână. În 1914, familia s-a mutat în cele din urmă în New York iar după ce tatăl său i-a părăsit, povara de a-și întreține mama și pe cei nouă frați și surori a căzut pe umerii adolescentului. În ciuda dificultăților create de această situație, Alfred și-a continuat lecțiile de pian și, în paralel, a luat lecții de compoziție, contrapunct și armonie.
Talentul său a fost observat apoi de către soția doctorului Simon Baruch care a aranjat ca tânărul să fie angajat ca solist în orchestra de la teatrul Strand de pe Broadway. Această primă slujbă a durat trei luni și a urmat o perioadă ca solist la un restaurant popular de pe Columbus Circle. Mai târziu, Newman și-a adus aminte cum reușea ca muzica unor compozitori ca Beethoven și Chopin să sune mai tare decât sunetul vaselor și al discuției clienților. Într-o noapte, Grace LaRue, o mare vedetă a vodevilului, a venit la restaurant și l-a auzit cântând. A fost atât de impresionată încât i-a oferit o slujbă să o acompanieze în următorul ei turneu. După ce acest tur s-a încheiat, LaRue a primit o ofertă de pe Broadway pentru a juca în piesa Hitchy-Koo a lui Raymond Hitchcock, care a avut premiera pe 17 iunie, 1917. Newman a venit cu ea și a cântat la pian în orchestra piesei.
După spectacol, William Daly, directorul muzical al piesei, l-a încurajat pe Newman să învețe arta dirijatului și l-a învățat elementele de bază ale acestei tehnici.
La sfârșitul turneului, Newman, acum în vârsta de 17 ani, a luat o pauză și a cunoscut noi oameni, inclusiv pe George Gershwin, care la vremea aceea era încă un interpret. Gershwin a recomandat ca Newman să fie angajat ca dirijor pentru muzica pe care el a compus-o pentru George White Scandals of 1920. Anul următor, Newman și Gershwin au lucrat din nou, pentru Scandals of 1921.
În 1927 a fost angajat să dirijeze Funny Face, având în rolurile principale pe Fred și Adele Astaire, care a avut premiera la noul Alvin Theatre la 22 noiembrie. Cu o muzică strălucitoare compusă de George și Ira Gershwin, spectacolul a marcat prima colaborare dintre Newman și echipa de producători formată din Alex Aarons și Vinton Freedley, care i-au oferit un contract exclusiv și pentru care a dirijat muzicale ca Hold Everything în 1928, Treasure Girl a fraților Gershwin tot în 1928, Spring Is Here și Heads Up (ambele în 1929).
În timpul ultimului spectacol, Irving Berlin i-a oferit lui Newman postul de director muzical pentru filmul Reaching for the Moon (1931), un muzical a cărei coloană sonoră era compusă de Berlin iar producția era filmată în Hollywood pentru United Artists. Deși inițial nu a vrut să părăsească orașul New York, Newman a acceptat oferta lui Berlin iar la sfârșitul lunii februarie 1930 a făcut călătoria spre California cu un contract pe trei luni în buzunar.
Sosirea sa la Hollywood a coincis cu un mare moment din istoria filmului, apariția sunetului, iar Newman a realizat că în funcția de compozitor/dirijor ar avea mai multe șanse de câștig decât ca simplu dirijor. Drept rezultat a început să compună muzică pentru filme și a atins primele poziții ale acestei funcții prin prima sa angajare majoră, Street Scene, în 1931. Unul din primele coloane sonore dramatice pentru un film, rămâne până în ziua de astăzi una din cele mai remarcabile realizări ale sale.
În curând, Newman a ajuns în postura să fie la fel de solicitat în Hollywood așa cum era și în New York. După Reaching for the Moon, producătorul Samuel Goldwyn l-a angajat să lucreze ca director muzical pentru filmul Whoopee! (1930). Colaborarea cu Goldwyn a durat mulți ani și drept rezultat, Newman a compus muzica pentru producțiile lui Goldwyn, cum ar fi Les Miserables (1935), The Adventures of Marco Polo (1938), The Cowboy and the Lady (1938), The Real Gloty (1939) și multe altele.
În timp ce era la United Artists, unde a rămas până în 1939, Newman a lucrat puțin și cu Darryl Zanuck, care tocmai a părăsit studioul Warner Bros. unde era șef de producție și s-a alăturat lui Joseph Schenck, directorul companiei United Artists, pentru a forma Twentieth Century Pictures. Când Zanuck a căpătat funcția de director al noului studio 20th Century Fox în mai, 1935, a început să aducă oameni a căror muncă era plină de profesionalism. Unul din acești oameni a fost Alfred Newman. În 1939, Zanuck l-a pus în funcția de director muzical general la Fox și i-a dat comanda departamentului de muzică, o funcție care i-a permis lui Newman să lucreze cu unele din cele mai bune talente muzicale din industrie.
Una din primele sale sarcini pentru noul studio a fost să creeze tema auzită la începutul fiecărei producții a studioului. Astăzi, încă este folosită și este una din cele mai celebre logo-uri muzicale din întreaga lume.
Un compozitor prolific, Newman a compus cu ușurință muzica pentru diferite genuri de film, cum ar fi drame, western, comedii sau acțiune, de-a lungul celor 20 de ani petrecuți la Fox, inclusiv muzica pentru The Grapes of Wrath (1940), The Mark of Zorro (1940), How Green Was My Valley (1941), The Song of Bernadette (1943), Captain from Castille (1947), All About Eve (1950), The Prisoner of Zenda (1952), How To Marry A Millionaire (1953), The Robe (1953), Love Is A Many Splendoured Thing (1955), The Seven Year Itch (1955), Anastasia (1956) și The Diary of Anne Frank (1959), plus multe alte filme prea numeroase pentru a fi menționate.
În perioada petrecută la 20th Century Fox, Newman a revoluționat tehnica înregistrării muzicii de film, punând bazele "sistemului Newman". Acest sistem presupune montarea unui ecran uriaș în spatele orchestrei pe care este rulat filmul în timpul sesiunii de înregistrări a coloanei sonore. Acest sistem îi permite compozitorului/dirijorului să observe mult mai ușor sincronizarea muzicii cu imaginea. Acest sistem este folosit și astăzi.
În ianuarie 1960 a părăsit studioul și, pentru prima dată după mai bine de 30 de ani, a devenit un compozitor independent, liber să aleagă filmul pentru care să compună muzica. După filmul How The West Was Won (1963), a compus alte câteva coloane sonore importante, inclusiv The Greatest Story Ever Told (1965), Nevada Smith (1966) și Airport, ultima sa coloană sonoră, în 1970.
Când Alfred Newman a murit, pe 17 februarie, 1970, foarte mulți din Hollywood și din industria muzicii au simțit o mare pierdere. A lăsat în urmă o filmografie impresionantă și o moștenire muzicală la fel de impresionantă care a rezistat până în ziua de azi. Ken Darby a spus ulterior despre Alfred Newman: "A fost - și rămâne - un muzician desăvârșit".
În 2004, Institutul American de Film a poziționat muzica lui Alfred Newman pentru filmul How the West Was Won pe locul 25 în topul celor mai bune coloane sonore din istorie. De asemenea, următoarele coloane sonore ale lui Newman au fost nominalizate:
- Airport (1970)
- All About Eve (1950)
- Captain from Castille (1947)
- The Greatest Story Ever Told (1965)
- How Green Was My Valley (1941)
- The Hunchback of Notre Dame (1939)
- Love is a Many-Splendored Thing (1955)
- The Robe (1953)
- The Song of Bernadette (1943)
- Wuthering Heights (1939)

## Nominalizări și premii

### Premiile Oscar
- 1971 - Airport
- 1968 - Camelot
- 1966 - The Greatest Story Ever Told
- 1964 - How The West Was Won
- 1962 - Flower Drum Song
- 1960
  - The Best of Everything (cea mai bună melodie)
  - The Diary of Anna Frank
- 1959 - South Pacific
- 1957
  - The King and I
  - Anastasia
- 1956
  - Love Is a Many-Splendored Thing
  - Daddy Long Legs
- 1955 - There's No Business Like Show Business
- 1954 - Call Me Madam
- 1953 - With A Song In My Heart
- 1952
  - David and Bathsheba
  - On The Riviera
- 1951 - All About Eve
- 1950 - Come To The Stable(cea mai bună melodie)
- 1949
  - The Snake Pit
  - When My Baby Smiles At Me
- 1948
  - Mother Wore Tights
  - Captain from Castile
- 1947 - Centennial Summer
- 1946
  - The Keys of the Kingdom
  - State Fair
- 1945
  - Wilson
  - Irish Eyes Are Smiling
- 1944
  - The Song of Bernadette
  - Coney Island
- 1943
  - The Black Swan
  - My Gal Sal
- 1942
  - Ball of Fire
  - How Green Was My Valley
- 1941
  - Tin Pan Alley
  - The Mark of Zorro
- 1940
  - The Rains Came
  - Wuthering Heights
  - The Hunchback of Notre Dame
  - They Shall Have Music
- 1939
  - Alexander's Ragtime Band
  - The Cowboy And The Lady
  - The Goldwyn Follies

1938
- - The Hurricane
  - The Prisoner of Zenda

### Premiile Grammy
- 1971 - Airport
- 1962 - Flower Drum Song
- 1959 - South Pacific